# Parc national de Salamajärvi
Le parc national de Salamajärvi (en finnois Salamajärven kansallispuisto) est un parc national de Finlande, à cheval entre les régions de Finlande centrale (municipalités de Kivijärvi et Kinnula) et d'Ostrobotnie centrale (municipalité de Perho).

## Géographie

### Localisation
Le parc est situé au centre-ouest du pays, en plein cœur du Suomenselkä, une zone de moraines marquant la séparation entre la région des lacs et les plaines agricoles d'Ostrobotnie et constituant la ligne de partage des eaux entre les fleuves coulant vers le golfe de Botnie et ceux rejoignant le golfe de Finlande. Les villages les plus proches, Kivijärvi et Perho, tous deux distants des 20 km, sont les centres administratifs de petites communes rurales très peu densément peuplées. Le parc est au cœur d'une très large zone sauvage. Aucune ville de plus de 5 000 habitants ne se situe à moins de 60 km du parc, et les capitales régionales et grandes villes les plus proches, Jyväskylä, Kokkola et Seinäjoki, sont toutes à près de 150 km.

### Faune
Un des habitants les plus connus du parc est le renne des forêts, de la sous-espèce Rangifer tarandus fennicus. Après sa disparition de la région depuis près d'un siècle, un programme de réintroduction lancé en 1979 a permis de repeupler la partie nord du Suomenselkä, où 1 000 rennes vivent actuellement. Les rennes sont principalement visibles dans le parc au printemps et en été, de nombreux troupeaux migrant vers d'autres pâturages avant l'hiver.

## Histoire

### Une faible présence humaine
En raison de la grande pauvreté des sols, généralement impropres à l'agriculture, le nord du Suomenselkä n'a jamais supporté de population importante et encore moins de concentration urbaine significative. Les premiers villages permanents n'ont pas été fondés avant le XVIe siècle, et encore le mode de vie des habitants est resté semi-nomade pendant encore des dizaines d'années. Les cultures sur brûlis permettaient de maigres récoltes de seigle ou d'orge. Le principal produit d'exportation du XVIIe siècle au XIXe siècle est le goudron végétal produit à partir des nombreux pins de la région.

### Un parc national théâtre de programmes de réintroduction réussis
La très faible densité de la partie nord du Suomenselkä en faisait un site idéal pour la réintroduction d'espèces disparues dans la moitié méridionale de la Finlande. En 1979, ce sont les rennes des forêts, 2 mâles et 8 femelles en provenance du Kainuu, qui sont réintroduits. L'espèce était déclarée éteinte en Finlande à l'exception d'une petite zone frontalière de la Russie depuis les premières années du XXe siècle. La progression de la population conduit à la création du parc national en 1982. Au cours des années 1990, ce sont les gloutons qui sont à leur tour réintroduits avec succès.